# Журавльово (Ленінградська область)
Журавльово (рос. Журавлёво) — присілок Бокситогорського району Ленінградської області Росії. Входить до складу Климовського сільського поселення.
Населення — 126 осіб (2012 рік).